# سبیل مصنوعی

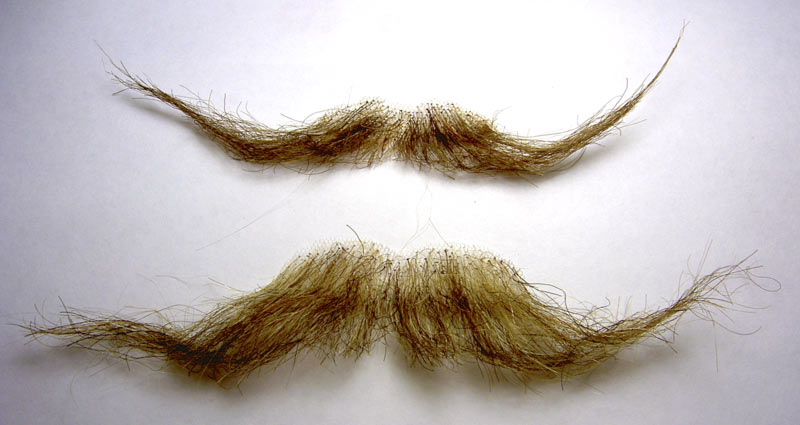
سبیل‌های تقلبی

سبیل مصنوعی یا سبیل تقلبی یکی از لوازم آرایش مصنوعی است. سبیل‌های مصنوعی به روش‌های مختلفی ساخته می‌شوند، اما معمولاً به نوعی چسب برای چسباندن سبیل به صورت فرد استفاده می‌شود. 

## تاریخ
استفاده از موهای کاذب صورت به دوران باستان برمی‌گردد. در مصر باستان، اکثر مردان تراشیده شده بودند (موهای واقعی صورت نشان دهنده موقعیت اجتماعی پایین است). فرعون ها با این حال، اغلب ریش‌های فلزی استادانه‌ای می‌گذاشتند که آنها را با ازیریس، خدای زندگی پس از مرگ مرتبط می‌کرد.  در یونان باستان، آریستوفان در نمایشنامه زنان شورایی خود به موهای کاذب صورت اشاره کرد، که در آن زنان آتن با استفاده از ریش‌های مصنوعی خود را به عنوان مردان در می‌آورند. 
موهای کاذب صورت هزاران سال است که به عنوان لباس مبدل مورد استفاده قرار گرفته است.  به‌ویژه، زنان در طول تاریخ از موهای کاذب صورت خود استفاده کرده‌اند تا خود را به‌عنوان مردانه درآورند، اغلب برای دستیابی به آزادی‌هایی که به عنوان زنان از آنها دریغ شده است. 